# 卟吩
卟 吩（Porphin），旧称（léi、ㄌㄟˊ），是四个吡咯环的 α-碳原子通过四个次甲基（－CH＝）桥相连而成的共轭体系，是最简单的卟啉。

## 性质
暗红色晶体。溶于吡啶、二噁烷，微溶于氯仿、冰醋酸，难溶于甲醇、乙醚、丙酮。
它有如下共振式：
卟吩的四个氮原子易与金属离子配位生成晶体状的金属络合物。是天然存在的叶绿素和血红素等多种卟啉类四吡咯化合物的结构骨架。

## 制取
可由吡咯与甲醛为原料合成得到。